# Damodar Raao
Damodar Raao (nacido el 21 de agosto de 1977 en Narkatiaganj, Bihar) es un cantante y compositor indio. Es hijo de Ramdhani Rao y de Lalpari Devi. Ha interpretado y compuesto 70 temas musicales para el cine bhojpur, además de 750 temas musicales en audio y video para sus álbumes. Su género musical de interpretar es el género folk acústico, con algún rastro de la música clásica de la India.

## Biografía
Damodar actualmente reside en Mumbai y pertenece a una familia musical, su padre es un famoso cantante de género folk. Ha compuesto más de 50 temas musicales para ser interpretadas en películas cantados en hindi, bhojpuri, Maithili, nepalí, punjabi, Haryanvi, marathi y entre otros idiomas. Él había producido varios álbumes que fueron éxito. En el 2012 en Mumbai, demostró su potencial y su popularidad. 

## Carrera
Damodar completó sus estudios en el St. Xavier School en Narkatiaganj y se unió a MJK (Maharani Janki Kunwar) universidad de Bettiah. En la universidad, Damodar se matriculó al instituto de música, más adelante se unió a Bettiah Gharana y aprendió música de Pt. Keshav Kumar Mishra. En el 2000, Damodar consiguió su primera oportunidad como cantante en una película hindi titulada "Shaitan Tantrik", que fue escrita y compuesta por Nikhil Vinay y la letra de Vinay Bihari, después de un mes que se trasladó de Mumbai a Delhi.

## Discografía

### Películas
| Año         | Título                         | Idioma          | Cantante | Actor | Otras notas                                                                                 |
| ----------- | ------------------------------ | --------------- | --- | --- | ------------------------------------------------------------------------------------------- |
| 2016        | Baagi Ishq                     | Bhojpuri        | Alok Kumar, Anamika Singh, Manoj Mishra, Mamta Raut, Khushbu Jain, Pamela Jain, Damodar Raao                                                  | Pakhi Hegde, Sandeep Singh, Priyanka Pandit, Awadhesh Mishra, Rakesh Tripathi                                                                 |                                                                                             |
| 2015        | Pyar Ka Mandir                 | Bhojpuri        | Kalpana Patowary, Alok Kumar, Indu Sonali, Mohan Rathod, Alka Jha, Manoj Mishra, Mamta Raut, Khushbu Jain, Pamela Jain, Damodar Raao          | Viraj Bhatt, Manoj Dviwedi, Kajal Raghwani, Sanjay Pandey, Bhirug Vrinda, Baleshwar Singh                                                     |                                                                                             |
| 2015        | Mukhtaar                       | Bhojpuri        | Alok Kumar, Indu Sonali, Mohan Rathod, Mamta Raut, Khushbu Jain, Pamela Jain                                                                  | Jitendra Yadav, Sanjay Panday, Seema Singh, Deepu, CP Bhatt, Baleshwar Singh                                                                  | Co Composer - Chhote Baba                                                                   |
| 2015        | Sath Jiyenge Sath Marenge      | Bhojpuri        | Kalpana Patowary, Khushbu Jain, Indu Sonali, Damodar Raao, Alok Kumar, Manoj Mishra, Mohan Rathor, Mamta Raut, Alka Jha                       | Ranjan Raj, Baleshwar Singh |                                                                                             |
| 2015        | Ye Hai Yuva Aandolan           | Hindi           | Shahid Mallya, Vinod Rathod, Udit Narayan, Sanchiti Sakat, Sonu Rao, Bhavesh Bhanushali, Khushbu Jain, Kalyanji Jana                          | Kalyanji Jana, Rashika Sinha, Ramesh Goyal, Akhil Nayak, Damodar Raao                                                                         |                                                                                             |
| 2015        | Sajan Ki Bahon Mein            | Bhojpuri        | Indu Sonali, Mohan Rathod, Damodar Raao, Rupesh Mishra, Khushbu Jain, Manoj Mishra                                                            | Rs Tiwari, Renuja Singh, Rita Ray, Riya Rastogi, Chandan Rajput, Brijesh Tripathi, Vishnushankar Belu, Damodar Raao, Anoop Arora, Ritu Pandey | Actor Also                                                                                  |
| 2015        | Teri Meri Ashiquie             | Bhojpuri        | Alok Kumar, Indu Sonali, Mamta Raut, Kumar Alam, Khushbu Uttam, Manohar Singh, Santosh Puri, Sajan Dubey                                      | Sujeet Puri, Tanushree |                                                                                             |
| 2015        | Dil Aur Deewar                 | Bhojpuri        | Mohd. Aziz, Damodar Raao, Indu Sonali, Manoj Mishra, Khushbu Jain                                                                             | Rani Chatterjee, Suraj, | Special Appreance in a Song - Dunu Bera Devre Se Kaam Chalata Written by Pintu Giri         |
| 2015        | Sindur Ki Saugandh             | Bhojpuri        | Mohd. Aziz, Mamta Raut, Damodar Raao, Indu Sonali, Manoj Mishra, Alka Jha, Pamela Jain, Khushbu Jain                                          | Rani Chatterjee, Suraj, |                                                                                             |
| 2015        | Aakhiri Dam Tak                | Bhojpuri        | Indu Sonali, Alok Kumar, Damodar Raao, Khushbu Jain, Alka Pahadiya, Manoj Mishra, Manohar Singh,                                              | Ram Kumar, Deepak Bhatiya, Monalisa, Seema Singh,                                                                                             |                                                                                             |
| 2015        | Bahurani                       | Bhojpuri        | Alok Kumar, Mohan Rathod, Indu Sonali, Manoj Mishra, Khushbu Jain                                                                             | Shubham Tiwari, Baleshwar Singh, Anjana Singh, Santosh Shrivastava                                                                            |                                                                                             |
| 2015        | Senura Tohre Naam              | Bhojpuri        | Udit Narayan, Damodar Raao, Indu Sonali, Manoj Mishra, Khushbu Jain                                                                           | Firoj Ali Khan, Sunita, |                                                                                             |
| 2015        | Bhauji Tora Ganv Re            | Bhojpuri        | Indu Sonali, Manoj Mishra, Khushbu Jain | Aakash Yadav, Sonia, |                                                                                             |
| 2015        | Bap Re Bap                     | Bhojpuri        | Alok Kumar, Mohan Rathod, Mamta Raut, Gaurav Jha, Poonam Pandey, Alka Jha                                                                     | Gaurav Jha, Aanchal Soni, Santosh Shrivatava                                                                                                  |                                                                                             |
| 2015        | Tufaan                         | Bhojpuri        | Udit Narayan, Kumar Sanu, Kalpana, Khushbu Jain, Indu Sonali, Damodar Raao                                                                    | Sumeet Baba, Monalisa |                                                                                             |
| 2015        | Dream City Mumbai              | Hindi           | Udit Narayan, Shabab Sabri, Sanchiti Sakat, Sonu Rao, Shahid Mallya Kushbu Jain, Kalyanji Jana                                                | Kalyanji Jana |                                                                                             |
| 2015        | Lauck Up                       | Bhojpuri        | Sumit Baba, Indu Sonali, Damodar Raao | Sumit Baba, Kalpana Shah | Co Composer Kanishk Roy                                                                     |
| 2015        | Apne Apne Phandey              | Hindi           | Sam, Devi, Shikha Ajmera & Shakti Saab | Swapnil Joshi, Nitin Chaudhary, Shubhanker etc                                                                                                | Co Composer - Aarv & Shakti Saab, Director - Akash Chaudhary, Producer - Xavier A. Shaldnha |
| 2015        | Maai Ke Karz                   | Bhojpuri        | Udit Narayan, Alka Yagnik, Sadhana Sargam, Khushbu Jain, Manoj Mishra, Indu Sonali, Damodar Raao, Alok Kumar, Priyanka Singh, Pamela Jain     | Rani Chatterjee, Vinay Anand, Roshan Kumar, Akshara Singh, Bipin Singh, Sanjay Pandey, Partibha Pandey                                        |                                                                                             |
| 2015        | Dil Deewana Mane Na            | Bhojpuri        | Udit Narayan, Indu Sonali, Rekha Rao | Rani Chatterjee, Avinash Sahi, Kunal Singh, Seema Singh                                                                                       |                                                                                             |
| 2013        | Dil Ho Gail Qurbaan            | Bhojpuri        | Kumar Sanu, Pawan Singh, Mohd. Aziz, Pappu Ojha, Pamela Jain, Khushbu Jain, Indu Sonali, Damodar Raao, Mohan Rathod, Rekha Rao, Anamika Singh | Rs. Tiwari, Mohini Ghosh, Vishnu Shanker Velu etc.                                                                                            |                                                                                             |
| 2013        | Inspector Chandani             | Bhojpuri        | Mohd. Aziz, Udit Narayan, Indu Sonali, Damodar Raao, Rani Chatterjee, Khushboo Uttam                                                          | Rani Chatterjee, Brijesh Tripathi, Deepak Bhatia, Seema Singh, Priya Sharma, Sapna, Jai Singh, Azad Singh,                                    |                                                                                             |
| 2013        | Majnu Motorwala                | Bhojpuri        | Vinod Rathod, Roop Kumar Rathod, Indu Sonali, Mohan Rathod, Khushbu Jain, Kalpana, Damodar Raao                                               | Kunal Tiwari | Winner, Darshnik Mumbai Press Media Award for Best Music Director                           |
| 2014        | Dhund Lenge Manzil Hum         | Hindi           | Sahil Ryaan, Mohd. Salamat, Shahid Mallya, Alok Kumar, Sonu Rao                                                                               | Kalyanji Jana, Dharmendra Singh, Raza Murad, Ali Khan, Birbal, Mushtaq Khan                                                                   |                                                                                             |
| 2011        | Ankhiya Tohar Kamaal Kaile Baa | Bhojpuri        | | Ravi Kishan, Gunjan Pant etc. |                                                                                             |
| Before 2010 | Sajni Chalal Sasural           | Bhojpuri        | Indu Sonali | |                                                                                             |
| Before 2010 | Hamari Kokh                    | Bhojpuri, Hindi | Damodar Raao, Sumit Baba, Khushbu Jain, Amita Rath, Anuradha Singh                                                                            | Santosh Kahar, Pari Singhaniya, Baleshwar Singh                                                                                               |                                                                                             |
| Before 2010 | Jaguwa Sarkar                  | Bhojpuri        | Udit Narayan, Anup Jalota, Kalpana Patowari, Damodar Raao, Indu Sonali Khushbu Jain                                                           | |                                                                                             |
| Before 2010 | Sajaniya Tohre Khatir          | Bhojpuri        | Udit Narayan, Indu Sonali, Damodar Raao, Rekha Rao, Nitesh Raman, Rajesh Mishra                                                               | Manoj Sajjan |                                                                                             |
| Before 2010 | Aarelal Pyarelal               | Bhojpuri        | Sumeet Baba, Damodar Raao, Khushbu Jain, Indu Sonali                                                                                          | Sumeet Baba, Damodar Raao |                                                                                             |
| Before 2010 | Ye Hai Gorakh Dhanda           | Hindi           | Indu Sonali, Khushbu Jain, Damodar Raao | |                                                                                             |

### Álbumes musicales
| Año                                         | Título                                  | Idioma | Cantante | Letrista                                                 | Etiqueta                                  |
| ------------------------------------------- | --------------------------------------- | --- | --- | -------------------------------------------------------- | ----------------------------------------- |
| 2015                                        |                                         | | |                                                          |                                           |
| Devare Se Kaam Chalata                      | Bhojpuri                                | Ram Kumar Bablu & Mamta Raut | Abhishek Bhojpuriya, Ram KUmar, Pintu Giri                                                                                | Sai Recordds Entertainment                               |                                           |
| Chhathi Maai Dihen Godiya Me Lalana         | Bhojpuri                                | Damodar Raao | Abhishek Bhojpuriya | Sai Recordds Entertainment                               |                                           |
| Hamro Pe Dedi Maai Dhyan                    | Bhojpuri                                | Arvind Maurya | Abhishek Bhojpuriya | Sai Recordds Entertainment                               |                                           |
| Aa Gaile Katik Mahina                       | Bhojpuri                                | Ravikant Yadav | Kiran Devi | Sai Recordds Entertainment                               |                                           |
| Susuki Susuki Roe Bajhiniya                 | Bhojpuri                                | Alka Priyanka | Abhishek Bhojpuriya | Sai Recordds Entertainment                               |                                           |
| Daura Sajake Chala Chhati Ke Ghat           | Bhojpuri                                | Aanand Pandey | Abhishek Bhojpuriya | Sai Recordds Entertainment                               |                                           |
| Chhathi Ghatiya Pe Jaib Ho                  | Bhojpuri                                | Alka Priyanka | Madhusudan Rao | Sai Recordds Entertainment                               |                                           |
| Bhaile Argha Ke Ber                         | Bhojpuri                                | Dhanraj Bharti | Dhanraj Bharti | Sai Recordds Entertainment                               |                                           |
| Chhathi Maai De Da Godi Me Lalan            | Bhojpuri                                | Sanjeet Sajanwa | Sanjeet Sajanwa | Sai Recordds Entertainment                               |                                           |
| Chhathi Maai Ke Ghat Par Vikaswa Chhode Bam | Bhojpuri                                | Vikas Raj | Pintu Giri | Sai Recordds Entertainment                               |                                           |
| Bhaile Argha Ke Ber                         | Bhojpuri                                | Ram Kumar Bablu | Pintu Giri | Sai Recordds Entertainment                               |                                           |
| Ghatwa Sajaib Ho Chhathi Maiyya             | Bhojpuri                                | Ram Kumar Bablu | Pintu Giri | Sai Recordds Entertainment                               |                                           |
| He Chhathi Maai Bhagiya Jagay Dihin         | Bhojpuri                                | Ramesh Pardesi | Madhusudan Rao | Sai Recordds Entertainment                               |                                           |
| Daura Uthake Chalab                         | Bhojpuri                                | Vivek Patel | Dhanraj Bharti & Vivek Patel                                                                                              | Sai Recordds Entertainment                               |                                           |
| He Ambey Maa                                | Hindi                                   | Damodar Raao, Sanchiti Sakat, Sonu Rao | Aakash Chaudhary | Sai Recordds Entertainment                               |                                           |
| Dekho Aaya Ganersha                         | Hindi                                   | Damodar Raao, Sanchiti Sakat, Sonu Rao | Aakash Chaudhary | Sai Recordds Entertainment                               |                                           |
| Teri Jai Ho Gauri Ganesh                    | Hindi                                   | Rudresh Kumar | Rudresh Kumar | Sai Recordds Entertainment                               |                                           |
| Bhole Baba Hanuve Dani                      | Bhojpuri                                | Damodar Raao | Madhusudan Raao | Sai Recordds Entertainment                               |                                           |
| Man Harshai Shiv Pe Ganga Jal Dharke        | Bhojpuri                                | Damodar Raao | Abhishek Bhojpuriya | Sai Recordds Entertainment                               |                                           |
| Bhola Ke Basaha Bam Bam Bola Ta             | Bhojpuri                                | Vikas Raj | Sambharu Bhardawaj (Bhelpuri Wale)                                                                                        | Sai Recordds Entertainment                               |                                           |
| Kanwariya Bam Bam Boli                      | Bhojpuri                                | Kumar Aalam | Siyaram Nishad | Angle Music                                              |                                           |
| Aail Bhola Ke Massage Ba                    | Bhojpuri                                | Mahendra Kumar Man (Loha Singh) | Madhusudan Rao | Sai Recordds Entertainment                               |                                           |
| Bhangiye Piye Ke Kare Man                   | Bhojpuri                                | Pradeep Kumar PK | Abhishek Bhojpuriya | Sai Recordds Entertainment                               |                                           |
| Baba Ke Ganjao Me Dam Ba                    | Bhojpuri                                | Sajan Lal Yadav & Khushbu Jain | Abhishek Bhojpuriya | Ishu Music                                               |                                           |
| Chala Bhola Ke Darbar                       | Bhojpuri                                | Raju Rangeela & Aradhya Sharma | Abhishek Bhojpuriya | Sai Recordds Entertainment                               |                                           |
| Mere Dil Ki Dhadkan                         | Hindi                                   | Bhavesh Bhanushali & Khushbu Jain | Munna Dubey | Sai Recordds Entertainment                               |                                           |
| Sat Ja Rani Lagi Nahi Jada                  | Bhojpuri Hindi                          | Mishri Lal Chauhan, Khushbu Jain, Mamta Raut | Mishrilal Chauhan | Sai Recordds Entertainment                               |                                           |
| Bharat Ka Paigaam Hai Yoga                  | Hindi                                   | Sonu Rao, Damodar Raao | Avnish Rahi | Sai Recordds Entertainment                               |                                           |
| Dillagi Pyar Mein                           | Hindi                                   | Neelesh Pandey | Sultan | Mahak Films                                              |                                           |
| Ugata Suraj (Television Serial)             | Hindi                                   | Manoj Mishra | Rajesh Mishra, Sunil Sajan                                                                                                |                                                          |                                           |
| Mere Hamsafar (Television Film)             | Hindi                                   | Udit Narayan, Pamela Jain, Damodar Raao, Sonu Rao, Mamta Raut | Avnish Rahi |                                                          |                                           |
| Dil E Nadaan                                | Hindi                                   | Alok Kumar, Mamta Raut, Ratna Pandey, Damodar Raao & Sonu Rao | Avnish Rahi | Narzis Music                                             |                                           |
| Saiyan Gaadi Chalave City Mail              | Bhojpuri                                | Indu Sonali, Damodar Raao, Khushbu Jain, Lali Mishra, Alka Jha, Bablu Tiwari | Guruji |                                                          |                                           |
| 2014                                        | Dj Wala Bhai Kara Volume High           | Bhojpuri | Devi | Santosh Puri, Harishchandra & Chandrabhushan             | Wave Music                                |
| 2014                                        | Dj Wala Bhai Gana Bhola Ke Bajai        | Bhojpuri | Devi | Santosh Puri, Harishchandra, Chandrabhushan & Pintu Giri | Wave Music                                |
| 2014                                        | Durga Puja                              | Bhojpuri | Devi | Santosh Puri, Harishchandra, Chandrabhushan & Pintu Giri | Wave Music                                |
| 2014                                        | Sawan Me Lage Bhola Ke Darbar           | Bhojpuri | Prakash Raaj, Mamta Rawat & Damodar Raao                                                                                  | Pintu Giri                                               | VFM Music                                 |
| 2014                                        | Maa Ganga Ki Mahima                     | Hindi | Indu Sonali, Damodar Raao, Vilas Neelkanth, Sonu Rao                                                                      | Master Nandlal Rajbhar                                   | Smita Music                               |
| 2014                                        | Milal Ba Rangbaj Balamuwa               | Bhojpuri | Indu Sonali, Lalan Pandit                                                                                                 | Vinay Bihari, Pintu Giri                                 | RCM Music                                 |
| 2014                                        | Holi Hudadang                           | Bhojpuri | Damodar Raao | Pintu Giri                                               | Sai Recordds Entertainment                |
| 2014                                        | Modi Ki Jay Bharat Ka Vijay             | Hindi | Sumeet Baba | Sumit Baba                                               | Sai Recordds                              |
| 2014                                        | Aaja Maiyya Ke Darbar Me                | Bhojpuri | Mahendra Yadav, Khushbu Jain, Pradeep Kumar, Neetu Singh                                                                  | Shailesh Kumar, Pintu Giri                               | Sai Recordds Entertainment                |
| 2014                                        | Chumma Mange Budhau Chacha              | Bhojpuri | Indu Sonali, Anand Pandey, Mohd. Aziz, Khushboo Jain                                                                      | Anand Pandey, Pintu Giri                                 | Angle Music                               |
| 2014                                        | Navratar Me Nimiya Ke Dar Hilela        | Bhojpuri | Indu Sonali, Rinku Pathak, Jaggu                                                                                          | Badal Bedardi                                            | SRK Music                                 |
| 2014                                        | Asali Bihari Babu                       | Bhojpuri | Indu Sonali, Sanjeev Pandey                                                                                               | Sanjeev Pandey, Pintu Giri                               | Vidya Music, Sai Recordds                 |
| 2013                                        | Dr. Bhimrao Ambedkar Jivan Gatha        | Hindi | Damodar Raao | Amar Singh Rahi & Avnish Rahi                            | T-Series                                  |
| 2013                                        | Mahamrityunjay Mantra (Ganesh Vandana)  | Hindi | Tripti Shakya, Damodar Raao, Khushboo Jain, Deepa Aish, Anuja, Hamshar Hayat & Sandeepa                                   | Traditional                                              | JVL Music                                 |
| 2013                                        | Saiyan Driver Bada Sexy                 | Bhojpuri | Satyendra Sharma, Sanjeev Patel                                                                                           | Satyendra Sharma, Vijay                                  | Ishu Music                                |
| 2013                                        | Lahre Chunariya                         | Bhojpuri | Neelesh Upadhyay, Indu Sonali                                                                                             | Arvind Tiwari, Pintu Giri                                | Angle Music                               |
| 2013                                        | Saiyan Jable Pakadba Rajdhani           | Bhojpuri | Indu Sonali, Vinod Kumar, Anil Lahri                                                                                      | Mangal Bihari, Anil Lahri                                | Sai Recordds                              |
| 2013                                        | Lap Top Wali                            | Bhojpuri | Kalpana, Indu Sonali, Ajay Anuragi, Khushbu Jain                                                                          | Ashok Sinha, Ajay Anuragi                                | Angle Music                               |
| 2013                                        | Gayatri Mantra                          | Hindi | Tripti Shakya, Damodar Raao, Khushboo Jain, Deepa Aish, Anuja, Hamshar Hayat & Sandeepa                                   | Traditional                                              | JVL Music                                 |
| 2013                                        | Manchobhan Gali                         | Bhojpuri | Indu Sonali, Damodar Raao, Sumeet Baba, Khushbu Jain, Tulsi Nadan, Alok                                                   | Pintu Giri, Arvind Baba                                  | Sur Cassette                              |
| 2013                                        | Khwaza Garib Nawaz                      | Hindi | Alok Kumar | Bachchan Badauni                                         | Hashmi Music                              |
| 2013                                        | Samaan Naikhe Ka Re                     | Bhojpuri | Indu Sonali, Ajay Anuragi                                                                                                 | Ajay Anuragi                                             | Angle Music                               |
| 2013                                        | Jai Jai Bihar                           | Hindi | Indu Sonali, Sanjeev Pandey                                                                                               | Sanjeev Pandey                                           | Vidya Music                               |
| 2013                                        | Teeno Lokawa Ke Mummy                   | Bhojpuri | Indu Sonali, Damodar Raao, Vinod Kumar                                                                                    | Pintu Giri, Vinod Kumar                                  | Angle Music                               |
| 2013                                        | Amawan Ke Sati Maai                     | Bhojpuri | Phoolchand Yadav | Ram Niwas Yadav                                          | Parvati Music                             |
| 2013                                        | Gadi Dhake Tu Aaja Rajdhani             | Bhojpuri | Indu Sonali, Omprakash Azooba                                                                                             | Vinay Bihari                                             | Wave Music                                |
| 2011                                        | Ashtavinayak Mantra                     | Hindi, Sanskrit | Anup Jalota | Traditional & Hemant Sansare                             | Spice, 7 Star Entertainment & Gipsy Music |
| 2011                                        | Ashtavinayak Mantra Moreshwar           | Hindi, Sanskrit | Anup Jalota | Traditional & Hemant Sansare                             | Spice, 7 Star Entertainment & Gipsy Music |
| 2011                                        | Ashtavinayak Mantra Siddhivinayak       | Hindi, Sanskrit | Anup Jalota | Traditional & Hemant Sansare                             | Spice, 7 Star Entertainment & Gipsy Music |
| 2011                                        | Ashtavinayak Mantra Ballaleshwar        | Hindi, Sanskrit | Anup Jalota | Traditional & Hemant Sansare                             | Spice, 7 Star Entertainment & Gipsy Music |
| 2011                                        | Ashtavinayak Mantra Varadvinayak        | Hindi, Sanskrit | Anup Jalota | Traditional & Hemant Sansare                             | Spice, 7 Star Entertainment & Gipsy Music |
| 2011                                        | Ashtavinayak Mantra Chintamani          | Hindi, Sanskrit | Anup Jalota | Traditional & Hemant Sansare                             | Spice, 7 Star Entertainment & Gipsy Music |
| 2011                                        | Ashtavinayak Mantra Girjatmaj           | Hindi, Sanskrit | Anup Jalota | Traditional & Hemant Sansare                             | Spice, 7 Star Entertainment & Gipsy Music |
| 2011                                        | Ashtavinayak Mantra Vighneshwar         | Hindi, Sanskrit | Anup Jalota | Traditional & Hemant Sansare                             | Spice, 7 Star Entertainment & Gipsy Music |
| 2011                                        | Ashtavinayak Mantra Mahaganpati         | Hindi, Sanskrit | Anup Jalota | Traditional & Hemant Sansare                             | Spice, 7 Star Entertainment & Gipsy Music |
| 2011                                        | Jisne Sai Tilak Lagaya                  | Hindi | Anup Jalota, Ravindra Jain, Suresh Wadkar, Sakshi Minocha, Kavita Krishnamurthy & Farid Sabri                             | Ravindra Jain, Mukesh Pandey & Traditional               | Veecon                                    |
| 2011                                        | Bhagwan Vishnu Chalisa                  | Hindi | Damodar Raao | Gupteshwar Chaubey & Traditional                         | T-Series                                  |
| 2011                                        | A Raja Kaha Ta Hamhi Chadhi Jai         | Bhojpuri | Kalpana | Mukesh Pandey & Traditional                              | Moserbaer                                 |
| 2011                                        | Mare Da Birikiya Horn Dabaike           | Bhojpuri | Kalpana, Indu Sonali Subhash Yadav, Khushbu Jain                                                                          | Pintu Giri, Subhash Yadav                                | Priya Music                               |
| 2011                                        | Gyaneshwari 1/2                         | Hindi | Anup Jalota, Debashish Das Gupta, Sadhana Sargam, Damodar Raao                                                            | Avnish Rahi & Amar Singh Rahi                            | Sun Music                                 |
| 2011                                        | Atankwadi Se Bachala Baba               | Bhojpuri | Uday Narayan, Meenu Arora, Sumeet Baba, Rupesh Mishra, Khushboo Jain, Damodar Raao, Suresh Anand, RS Pal                  | S Kumar, Ashok Sinha, RS Pal                             | Sun Music                                 |
| 2011                                        | Jhuleli Jhulanwa Hamar Maiya            | Bhojpuri | Abhishek Mishra | Deepak & Traditional                                     | Angle Music                               |
| 2011                                        | Holi Ke Rang Sumna Ke Sang              | Bhojpuri | Suman Singh, Lali Mishra                                                                                                  | Pintu Giri                                               | Angle Music                               |
| 2011                                        | Mukhiya Ji Ke Dhiya                     | Bhojpuri | Abhishek Mishra | Fanindra Rao, Gangesh Shukla                             | Paiva Music                               |
| 2011                                        | Ketna E Murga Halal Kaile Biya          | Bhojpuri | Nilesh Upadhyay, Khushbu Jain, Gautam, Indu Sonali, Sumeet Baba & Damodar Raao                                            | Mohan Tiwari                                             | T-Series                                  |
| 2011                                        | Ugravadi Se Bachalo Maiyya              | Hindi | Uday Narayan, Nitesh Raman, Khushboo Jain, Damodar Raao,                                                                  | Rajesh Mishra, Avnish Rahi, Damodar Raao                 | Jyoti Music                               |
| 2011                                        | Sai Sarkar                              | Hindi | Hamsar Hayat, Damodar Raao, Tarun Sagar, Pramod Kumar, Monu Mahi, Shiva Sagar, Munmun Ratta, Nidhi Sahil, Deepa Aish etc  | Avnish Rahi, Amar Singh Rahi, Damodar Raao               | JVL Music                                 |
| 2011                                        | Sai Maharaja                            | Hindi | Hamsar Hayat, Damodar Raao, Tarun Sagar, Pramod Kumar, Monu Mahi, Shiva Sagar, Munmun Ratta, Nidhi Sahil, Deepa Aish etc  | Avnish Rahi, Amar Singh Rahi, Damodar Raao               | JVL Music                                 |
| 2011                                        | Sai Shukrana                            | Hindi | Hamsar Hayat, Damodar Raao, Tarun Sagar, Pramod Kumar, Monu Mahi, Shiva Sagar, Munmun Ratta, Nidhi Sahil, Deepa Aish etc  | Avnish Rahi, Amar Singh Rahi, Damodar Raao               | JVL Music                                 |
| 2011                                        | Bansuri Shyam Ki                        | Hindi | Shrimati Ranju Prasad (IPS), Subhash Ranjan & Damodar Raao                                                                | Motilal Manjul, Traditional                              | Shishodia Cassette                        |
| 2011                                        | Jal Se Deep Jalane Wala Sai Shirdi Wala | Hindi | Tripti Shakya & Damodar Raao, Anuja                                                                                       | Mukesh Pandey, Damodar Raao Traditional                  | JVL Music                                 |
| 2011                                        | Sai Vardaan                             | Hindi | Hamsar Hayat, Damodar Raao, Tarun Sagar, Pramod Kumar, Monu Mahi, Shiva Sagar, Munmun Ratta, Nidhi Sahil, Deepa Aish etc  | Avnish Rahi, Amar Singh Rahi, Damodar Raao               | JVL Music                                 |
| 2011                                        | Sai Sahanshah                           | Hindi | Hamsar Hayat, Damodar Raao, Tarun Sagar, Pramod Kumar, Monu Mahi, Shiva Sagar, Munmun Ratta, Nidhi Sahil, Deepa Aish etc  | Avnish Rahi, Amar Singh Rahi                             | JVL Music                                 |
| 2011                                        | Sai Amrit Dhara                         | Hindi | Hamsar Hayat, Damodar Raao, Tarun Sagar, Pramod Kumar, Monu Mahi, Shiva Sagar, Munmun Ratta, Nidhi Sahil, Deepa Aish etc  | Avnish Rahi, Amar Singh Rahi, Damodar Raao               | JVL Music                                 |
| 2011                                        | Sai Upasana                             | Hindi | Hamshar Hayat, Damodar Raao, Tarun Sagar, Pramod Kumar, Monu Mahi, Shiva Sagar, Munmun Ratta, Nidhi Sahil, Deepa Aish etc | Avnish Rahi, Amar Singh Rahi                             | JVL Music                                 |
| 2011                                        | Sai Gatha                               | Hindi | Damodar Raao& Vandana Vajpayee                                                                                            | Avnish Rahi & Amar Singh Rahi                            | JVL Music                                 |
| 2011                                        | Sai Amritvani                           | Hindi | Damodar Raao | Avnish Rahi & Amar Singh Rahi                            | JVL Music                                 |
| 2011                                        | Shani Upashna                           | Hindi | Rakesh Kala, Damodar Raao, Khushboo Jain, Deepa Aish & Sandeepa                                                           | Traditional                                              | JVL Music                                 |
| Before 2010                                 |                                         | | |                                                          |                                           |
| Jai Ho UP Bihar                             | Bhojpuri                                | Mohan Rathod, Indu Sonali, Damodar Raao, Sumit Baba, Manoj Mishra, Lali Mishra, Priyanka Singh, Anamika Singh, Sonu Rao, Rupesh Mishra, Neel Kamal, Khushbu Jain, Rama Yadav, Nilesh Upadhyay, Suman Singh, | Santosh Yadav, Vinay Bihari, Mukesh Pandey, Ashok Sinha, Rajesh Mishra, Pramod Pandey, Pintu Giri                         | Planet Music                                             |                                           |
| Maiyya Ke Darbar Mein                       | Hindi                                   | Kumar Vishu, Mausami, Meena Rana & Damodar Raao | Vinay Bihari | T-Series                                                 |                                           |
| Mahamantra                                  | Hindi                                   | Tripti Shakya & Damodar Raao | Traditional | Sony Music Entertainment, Moser Baer                     |                                           |
| Mangalmurti Sai Ram                         | Hindi                                   | Sangeeta Grover | Avnish Rahi & Damodar Raao                                                                                                | Venus                                                    |                                           |
| Grah Shanti Budh                            | Sanskrit, Hindi                         | Anup Jalota, & Sadhana Sargam | Hemant Sansare, Traditional                                                                                               | 7 Star Entertainment                                     |                                           |
| Grah Shanti Guru                            | Sanskrit, Hindi                         | Anup Jalota, & Sadhana Sargam | Hemant Sansare, Traditional                                                                                               | 7 Star Entertainment                                     |                                           |
| Grah Shanti Shukra                          | Sanskrit, Hindi                         | Anup Jalota, & Sadhana Sargam | Hemant Sansare, Traditional                                                                                               | 7 Star Entertainment                                     |                                           |
| Grah Shanti Shani                           | Sanskrit, Hindi                         | Anup Jalota, & Sadhana Sargam | Hemant Sansare, Traditional                                                                                               | 7 Star Entertainment                                     |                                           |
| Grah Shanti Ravi                            | Sanskrit, Hindi                         | Anup Jalota, & Sadhana Sargam | Hemant Sansare, Traditional                                                                                               | 7 Star Entertainment                                     |                                           |
| Grah Shanti Som                             | Sanskrit, Hindi                         | Anup Jalota, & Sadhana Sargam | Hemant Sansare, Traditional                                                                                               | 7 Star Entertainment                                     |                                           |
| Grah Shanti Mangal                          | Sanskrit, Hindi                         | Anup Jalota, & Sadhana Sargam | Hemant Sansare, Traditional                                                                                               | 7 Star Entertainment                                     |                                           |
| Grah Shanti Rahu                            | Sanskrit, Hindi                         | Anup Jalota, & Sadhana Sargam | Hemant Sansare, Traditional                                                                                               | 7 Star Entertainment                                     |                                           |
| Grah Shanti Ketu                            | Sanskrit, Hindi                         | Anup Jalota, & Sadhana Sargam | Hemant Sansare, Traditional                                                                                               | 7 Star Entertainment                                     |                                           |
| Dhun Lal Baugcha Rajachi                    | Marathi                                 | Anup Jalota | Hemant Sansare | 7 Star Entertainment                                     |                                           |
| Mach Gaya Halla                             | Hindi                                   | Sapna Awasthi, Sanjeev Pandey Neeraj, Shiv Kumar | Sanjeev Pandey | B Series                                                 |                                           |
| Dulha Dheere Dheere Chala                   | Bhojpuri                                | Nilima Thakur, Sangeeta, Damodar Raao | Vinay Bihari & Traditional                                                                                                | Surya                                                    |                                           |
| Bauka Bolbam Bolata                         | Bhojpuri                                | Damodar Raao, Anuja Bisariya, Aditya Raja | Mukesh Pandey, Damodar Raao, Vinay Bihari & Traditional                                                                   | Captain Video                                            |                                           |
| Chintuwa Tohra Sali Se                      | Bhojpuri                                | Damodar Raao, Anuja Bisariya, Aditya Raja | Vinay Bihari, Damodar Raao & Traditional                                                                                  | Captain Video                                            |                                           |
| Ganga Jaisan Chhathi Maiya                  | Bhojpuri                                | Ritu Chauhan, Tarun Tufani & Damodar Raao | Motilal Manjul, Traditional                                                                                               | B B Music                                                |                                           |
| Data Tera Jawab Nahi                        | Hindi                                   | Tripti Shakya & Damodar Raao, Deepa Aish | Damodar Raao, Mukesh Pandey, Deepa Aish, Traditional                                                                      | JVL Music                                                |                                           |
| Sant Dohawali                               | Hindi                                   | Damodar Raao & Anuja Bisariya | Traditional | Advance Audio Production                                 |                                           |
| Kanwariyon Ki Khul Gai Lauttery             | Hindi                                   | Shiv Nigam, Tripti Shakya & Damodar Raao | Avnish Rahi, Traditional                                                                                                  | JVL Music                                                |                                           |
| Aa Jao Mere Sai Deva                        | Hindi                                   | Hamshar Hayat, Damodar Raao, Tarun Sagar, Pramod Kumar, Monu Mahi, Shiva Sagar, Munmun Ratta, Nidhi Sahil, Deepa Aish etc                                                                                   | Avnish Rahi, Mukesh Pandey, Damodar Raao                                                                                  | JVL Music                                                |                                           |
| Bam Bam Bhole Bhagya Bhakton Ke Khole       | Hindi                                   | Shiv Nigam, Anuja & Damodar Raao | Avnish Rahi | JVL Music                                                |                                           |
| Nache Kanwariya Baba Darbar                 | Bhojpuri/Hindi                          | Vipin Sachdeva, Vandana Bajpei, Damodar Raao, Lokesh Kumar | Sachchidanand Mishra, Traditional                                                                                         | Bharat Companies                                         |                                           |
| Chhathi Maiya Ke Aragh Dehab                | Bhojpuri                                | Anuja Bisariya, Damodar Raao, Aditya Raja | Damodar Raao, Vinay Bihari & Traditional                                                                                  | Captain Video                                            |                                           |
| Nirahuva Maare Tirchhi Najariya             | Bhojpuri                                | Udit Narayan, Damodar Raao, Tripti Shakya, Anuja & Aditya | Vinay Bihari, Damodar Raao & Traditional                                                                                  | Captain Video                                            |                                           |
| Nirahuwa Chalal Sasural                     | Bhojpuri                                | Anuja Bisariya, Damodar Raao, Aditya Raja | Vinay Bihari & Damodar Raao, Traditional                                                                                  | Captain Video                                            |                                           |
| Berojgaar Piya                              | Bhojpuri                                | Sumit Baba & Indrani Sharma | Pt. Gupteshwar Chaubey (Bhutpurv Sainik)                                                                                  | T-Series                                                 |                                           |
| Radha Ka Deewana Tu Shyam                   | Hindi                                   | Sangeeta Grover | Damodar Raao, Avnish Rahi                                                                                                 | T-Series                                                 |                                           |
| Shiv Ki Nagariya                            | Hindi                                   | Tripti Shakya, Damodar Raao, Anuja | Avnish Rahi | Treausre Films                                           |                                           |
| Maiyya Ka Darbar Nirala                     | Hindi                                   | Deepa Narayan, Khushbu Jain, Vinod Rathod, Vikash Jha, Damodar Raao | Amitabh Ranjan | Forutune 5                                               |                                           |
| Sacha Sukh Hanuman Ke Charno Mein           | Hindi                                   | Vinod Rathod, Deepa Narayan, Vikash Jha, Khushbu Jain, Damodar Raao | Amitabh Ranjan | Forutune 5                                               |                                           |
| Dev Arti                                    | Hindi                                   | Damodar Raao | Vinay Bihari & Traditional                                                                                                | Surya                                                    |                                           |
| Honda Pe Hai Gunda                          | Hindi                                   | Nitesh Raman, Sangeeta, Kabul, Subhash Ranjan, Damodar Raao | Vinay Bihari | Surya                                                    |                                           |
| Bhojpuriya Holi                             | Bhojpuri                                | Tripti Shakya, Chhaila Bihari, Meenu Arora, Poonam, Damodar Raao & Swati Khare | Vinay Bihari | Surya                                                    |                                           |
| Maai Ke Angnwa                              | Angika                                  | Chhaila Bihari, Nitesh Raman, Tripti Shakya, Damodar Raao | Vinay Bihari & Traditional                                                                                                | Surya                                                    |                                           |
| Maa Ka Mandir                               | Hindi                                   | Tripti Shakya, Nitesh Raman, B N Datta, Meenu Arora, Subhash Ranjan, Damodar Raao | Vinay Bihari & Traditional                                                                                                | Surya                                                    |                                           |
| Kanwar Sajayenge                            | Hindi                                   | Tripti Shakya, Damodar Raao, Nitesh Raman, B N Datta, Subhash Ranjan, Meenu Arora, Kabool | Vinay Bihari & Traditional                                                                                                | Surya                                                    |                                           |
| Shri Vishwakarma Ki Bhakti                  | Hindi                                   | Tripti Shakya, Damodar Raao, Nitesh Raman, B N Datta, Subhash Ranjan, Sandhya Mishra | Vinay Bihari & Traditional                                                                                                | Surya                                                    |                                           |
| Dulha Dheere Dheere Chala                   | Bhojpuri                                | Nilima Thakur, Sangeeta, Damodar Raao | Vinay Bihari & Traditional                                                                                                | Surya                                                    |                                           |

### Álbumes musicales como actor
| Año  | Título                           | Idioma | Cantante                      | Etiqueta  | Otras notas                           |
| ---- | -------------------------------- | ------ | ----------------------------- | --------- | ------------------------------------- |
| 2002 | Rojadar Biwi Aur Imandaar Sauhar | Hindi  | Tasleem Aarif                 | Shishodia | Co Actor - Som Ji Som                 |
| 2002 | Ashique Aur Haseena              | Hindi  | Tasleem Aarif & Teena Parveen | Shishodia | Co Actor - Som Ji Som & Priya Chauhan |
| 2002 | Imaam Hussain                    | Hindi  | Tasleem Aarif                 | Shishodia | Co Actor - Som Ji Som                 |
| 2002 | Karamate Gaus Pak                | Hindi  | Tasleem Aarif                 | Shishodia | Co Actor - Som Ji Som                 |
| 2002 | Khawaza Garib Nawaz              | Hindi  | Tasleem Aarif                 | Shishodia | Co Actor - Som Ji Som                 |
| 2002 | Do Rojedaar Saheliya             | Hindi  | Tasleem Aarif                 | Shishodia | Co Actor - Som Ji Som                 |
| 2002 | Main Hu Husne Jana               | Hindi  | Tasleem Aarif & Teena Parveen | Shishodia | Co Actor - Som Ji Som & Priya Chauhan |
| 2002 | Do Nanhe Rojadar                 | Hindi  | Tasleem Aarif                 | Shishodia | Co Actor - Som Ji Som                 |
| 2002 | Sabir Sabira                     | Hindi  | Tasleem Aarif                 | Shishodia | Co Actor - Som Ji Som                 |
| 2002 | Doli Aur Zanaza                  | Hindi  | Tasleem Aarif                 | Shishodia | Co Actor - Som Ji Som                 |
| 2002 | Dahej Aur Garibi                 | Hindi  | Tasleem Aarif                 | Shishodia | Co Actor - Som Ji Som                 |
| 2002 | Laila Majnu                      | Hindi  | Tasleem Aarif                 | Shishodia | Co Actor - Som Ji Som                 |
| 2002 | Kanch Ki Chudiyan                | Hindi  | Tasleem Aarif                 | Shishodia | Co Actor - Som Ji Som                 |
| 2002 | Mohabbat Aur Qyamat              | Hindi  | Tasleem Aarif                 | Shishodia | Co Actor - Som Ji Som                 |
| 2002 | Wo Jane Kis Hal Me Hogi          | Hindi  | Mohd Javed                    | Shishodia | Co Actor - Mohd Javed, Som Ji Som     |

## Otros
Listen Damodar Raao On Gaana.com
.

Listen Damodar Raao On Saavn.com
.

Listen Damodar Raao On in.com
.

Released Hindi Film Dhund Lenge Manzil Hum Hungama.com
.